# Алалкомен
Алалкоме́н (Алалкомене́й, др.-греч. Ἀλαλκομένης «защитник», «отражатель врагов») — в греческой мифологии Алалкомен — первый человек. Говорят, что он был рожден Геей-землей в Беотии и вырос еще до того, как появилась Луна. Он давал советы Зевсу, когда тот ссорился с Герой, и вскормил и воспитывал Афину, когда та была еще совсем девочкой. По его имени был назван поселок Алалкомены, рядом с которым находилась речка Тритон. В античное время говорили, что Афина родилась там, и там находилось святилище Афины.
Некоторые отождествляют Алалкомена с Кифероном.